# Torneio Centro–Sul de Futebol de 1968
O Torneio Centro–Sul foi um torneio inter-regional brasileiro de futebol, organizado pela CBD. Teve uma edição conclusa, em 1968, e uma não conclusa, em 1969.

## História
O torneio de 1968 definiu um dos representantes da única edição do Torneio dos Campeões da CBD, disputado entre 1969 e 1970, que por sua vez indicaria vaga na Taça Libertadores da América de 1970 (o que acabou não se concretizando).
Em 1969, houve uma edição não concluída, com times do Centro-Oeste (grupo A), Sudeste (grupo B) e Sul (grupo C). O certame findou na fase de grupos, não tendo campeão. No grupo A, o vencedor foi o Anápolis, no grupo B foi o Rio Branco-ES, e no grupo C foi o Juventus-SC.
Em 1971, o torneio foi incorporado ao Campeonato Brasileiro da Série B, tornando-se um zonal/chave que garantiu vaga na final. Assim, o vencedor da zona Centro-Sul (Villa Nova Atlético Clube) confrontou o campeão da Taça Norte–Nordeste de 1971 (Clube do Remo). O time mineiro venceu a primeira edição da Série B.
Além do Torneio dos Campeões, em que foi campeão, o Grêmio Maringá jogou o Torneio Centro/Sul x Norte/Nordeste de 1969, contra o Nacional-AM, sendo uma disputa de caráter amistoso, jogada no Maracanã, antes de partida da Seleção pelas Eliminatórias da Copa. Neste, ficou com o vice. A primeira fase do Torneio dos Campeões, contra o Sport, também valeu o título do "Torneio Centro-Sul x Norte-Nordeste de 1968" para o Galo do Norte.
O Torneio Centro-Sul, assim como o Torneio Norte-Nordeste, não contava com clubes que disputavam os campeonatos brasileiros de 1968 (Taça Brasil e Robertão), o que configurava estes torneios como espécies de 2ª divisão nacional.

## Participantes
Participaram do torneio apenas equipes que não se classificaram para o Torneio Roberto Gomes Pedrosa de 1968:
| - Almirante Barroso (Itajaí-SC) - América Mineiro (Belo Horizonte-MG) - Desportiva Ferroviária (Cariacica-ES) - Grêmio de Esportes Maringá (Maringá-PR) - Juventude (Caxias do Sul-RS) - Palmeiras-SC (Blumenau-SC) | - Rio Branco-ES (Vitória-ES) - Santa Cruz-RS (Santa Cruz do Sul-RS) - Valeriodoce (Itabira-MG) - Villa Nova (Nova Lima-MG) - Vitória-ES (Vitória-ES) - União Bandeirante (Bandeirantes-PR) |

## Primeira fase

### Região Centro

#### Grupo 1
| Time        | Pts | J | V | E | D | GP | GC | SG |
| ----------- | --- | - | - | - | - | -- | -- | -- |
| Villa Nova  | 6   | 4 | 2 | 2 | 0 | 6  | 4  | 2  |
| Valeriodoce | 3   | 3 | 1 | 1 | 1 | 3  | 3  | 0  |
| Desportiva  | 1   | 3 | 0 | 1 | 2 | 2  | 4  | -2 |

| Data                     | Partida     | Partida | Partida     | Estádio | Cidade |
| ------------------------ | ----------- | ------- | ----------- | ------- | ------ |
| 20/11                    | Valeriodoce | 1-0     | Desportiva  | -       | -      |
| 23/11                    | Desportiva  | 1-1     | Villa Nova  | -       | -      |
| 26/11                    | Villa Nova  | 1-1     | Valeriodoce | -       | -      |
| 04/12                    | Villa Nova  | 2-1     | Desportiva  | -       | -      |
| 12/12                    | Valeriodoce | 1-2     | Desportiva  | -       | -      |
| -                        | Desportiva  | -*      | Valeriodoce | -       | -      |
| * Partida não realizada. |             |         |             |         |        |

#### Grupo 2
| Time       | Pts | J | V | E | D | GP | GC | SG |
| ---------- | --- | - | - | - | - | -- | -- | -- |
| Rio Branco | 6   | 4 | 2 | 2 | 0 | 6  | 4  | 2  |
| América-MG | 4   | 4 | 1 | 2 | 1 | 7  | 4  | 3  |
| Vitória    | 1   | 4 | 0 | 2 | 2 | 3  | 8  | -5 |

| Data  | Partida    | Partida | Partida    | Estádio | Cidade |
| ----- | ---------- | ------- | ---------- | ------- | ------ |
| 16/11 | Rio Branco | 1-0     | Vitória    | -       | -      |
| 20/11 | Rio Branco | 1-1     | América-MG | -       | -      |
| 24/11 | Vitória    | 1-1     | América-MG | -       | -      |
| 01/12 | Vitória    | 1-1     | Rio Branco | -       | -      |
| 04/12 | América-MG | 0-1     | Rio Branco | -       | -      |
| 08/12 | América-MG | 5-1     | Vitória    | -       | -      |

### Região Sul

#### Grupo 1
| Time              | Pts | J | V | E | D | GP | GC | SG |
| ----------------- | --- | - | - | - | - | -- | -- | -- |
| Grêmio Maringá    | 6   | 4 | 2 | 2 | 0 | 7  | 2  | 5  |
| Almirante Barroso | 4   | 4 | 1 | 2 | 1 | 6  | 9  | -3 |
| União Bandeirante | 2   | 4 | 0 | 2 | 2 | 3  | 5  | -2 |

| Data  | Partida           | Partida | Partida           | Estádio | Cidade |
| ----- | ----------------- | ------- | ----------------- | ------- | ------ |
| 17/11 | União Bandeirante | 0-0     | Grêmio Maringá    | -       | -      |
| 20/11 | Grêmio Maringá    | 4-0     | Almirante Barroso | -       | -      |
| 24/11 | União Bandeirante | 2-2     | Almirante Barroso | -       | -      |
| 01/12 | Grêmio Maringá    | 1-0     | União Bandeirante | -       | -      |
| 04/12 | Almirante Barroso | 2-2     | Grêmio Maringá    | -       | -      |
| 08/12 | Almirante Barroso | 2-1     | União Bandeirante | -       | -      |

#### Grupo 2
| Time       | Pts | J | V | E | D | GP | GC | SG |
| ---------- | --- | - | - | - | - | -- | -- | -- |
| Santa Cruz | 5   | 4 | 1 | 3 | 0 | 4  | 2  | 2  |
| Palmeiras  | 3   | 3 | 1 | 1 | 1 | 3  | 3  | 0  |
| Juventude  | 2   | 3 | 0 | 2 | 1 | 3  | 5  | -2 |

| Data                     | Partida    | Partida | Partida    | Estádio | Cidade |
| ------------------------ | ---------- | ------- | ---------- | ------- | ------ |
| 17/11                    | Juventude  | 1-1     | Santa Cruz | -       | -      |
| 20/11                    | Palmeiras  | 0-0     | Santa Cruz | -       | -      |
| 24/11                    | Palmeiras  | 3-1     | Juventude  | -       | -      |
| 01/12                    | Santa Cruz | 1-1     | Juventude  | -       | -      |
| 08/12                    | Santa Cruz | 2-0     | Palmeiras  | -       | -      |
| -                        | Juventude  | -*      | Palmeiras  | -       | -      |
| * Partida não realizada. |            |         |            |         |        |

## Semifinais
| Time       | Pts | J | V | E | D | GP | GC | SG |
| ---------- | --- | - | - | - | - | -- | -- | -- |
| Villa Nova | 4   | 2 | 2 | 0 | 0 | 2  | 0  | 2  |
| Rio Branco | 0   | 2 | 0 | 0 | 2 | 0  | 2  | -2 |

| Data                                 | Partida    | Partida | Partida    | Estádio | Cidade |
| ------------------------------------ | ---------- | ------- | ---------- | ------- | ------ |
| 11/12                                | Rio Branco | 0-1     | Villa Nova | -       | -      |
| 15/12                                | Villa Nova | 1-0     | Rio Branco | -       | -      |
| Villa Nova campeão da Região Centro. |            |         |            |         |        |

| Time           | Pts | J | V | E | D | GP | GC | SG |
| -------------- | --- | - | - | - | - | -- | -- | -- |
| Grêmio Maringá | 2   | 2 | 1 | 0 | 1 | 10 | 4  | 6  |
| Santa Cruz     | 2   | 2 | 1 | 0 | 1 | 4  | 10 | -6 |

| Data                                  | Partida        | Partida | Partida        | Estádio | Cidade            |
| ------------------------------------- | -------------- | ------- | -------------- | ------- | ----------------- |
| 14/12                                 | Santa Cruz     | 4-3     | Grêmio Maringá | -       | Santa Cruz do Sul |
| 18/12                                 | Grêmio Maringá | 7-0     | Santa Cruz     | -       | Maringá           |
| Grêmio Maringá campeão da Região Sul. |                |         |                |         |                   |

## Finais
| 2 de fevereiro de 1969 | Grêmio Maringá            | 2 – 0 | Villa Nova | Willie Davids Público: Árbitro: Auxiliares: |
|                        | Gol marcado · Gol marcado |       |            |                                             |

| 8 de fevereiro de 1969 | Villa Nova  | 1–2* | Grêmio Maringá            | Nova Lima (MG) Público: Árbitro: Auxiliares: |
|                        | Gol marcado |      | Gol marcado · Gol marcado |                                              |

## Premiação
| Torneio Centro–Sul 1968 |
| ----------------------- |
| Grêmio Maringá Campeão  |